# Белоглазка
Белоглазка (устаревшее клепец, глазач, сопа, сапа; лат. Ballerus sapa) — вид лучепёрых рыб из семейства карповых (Cyprinidae).

## Биологическое описание
Тело белоглазки — сжатое с боков, более вытянуто в длину, чем у родственного ей леща. Окраска серебристо-серая, плавники сероватые, с тёмными краями. Рот полунижний, отличается очень длинным анальным плавником. В боковой линии 48—53 чешуйки. Жаберных тычинок 18 —23. Максимальный возраст 7—8 лет, максимальная длина 46 см и масса 1,5 кг.
Нерестится в русле рек в мае. Икринки крупнее, чем у леща, вымётываются на каменистый грунт.
Питается личинками насекомых, моллюсками, растительностью.

## Распространение
Имеет прерванный ареал, состоящий из нескольких фрагментов: реки Чёрного и Каспийского морей; также обитает в реках Балтийского (Волхов) и Белого морей (Вычегда и Северная Двина); известна изолированная часть ареала в бассейне Аральского моря. В реке Кама и её притоках встречается повсеместно.